# Lemenhe
Lemenhe é uma povoação portuguesa do Município de Vila Nova de Famalicão que foi sede da extinta Freguesia de Lemenhe, freguesia que tinha 2,67 km² de área e 1 272 habitantes (2011), e, por isso, uma densidade populacional de 476,4 hab./km. 
A Freguesia de Lemenhe foi extinta em 2013, no âmbito de uma reforma administrativa nacional, tendo sido agregada às freguesias de Mouquim e Jesufrei para formar uma nova freguesia denominada União das Freguesias de Lemenhe, Mouquim e Jesufrei com sede em Lemenhe.
Lemenhe situa-se a cerca de cinco quilómetros da sede municipal.

## História
O topónimo Lemenhe deriva do termo árabe Lamenhi, composto pela partícula la (de), pelo interrogativo mán (quem) e pelo pronome pessoal hí (tomado pelo verbo auxiliar sum, es, fiu), o que significa "de quem é?". É provável que Lemenhe, uma povoação muito antiga, tenha sofrido sucessivas invasões mouras e o nome provenha das dúvidas relativas à propriedade das suas terras, como acontecia em todo o território.
As primeiras referências escritas a Lemenhe, surgem em 1059: "Et ripa alister Monasterio de Lemeni integro et Villa Abrigosa integra. Isto Monasterio et Villa cum incommuniationes et ecclesias."
A existência do referido Mosteiro, em Lemenhe, nunca foi confirmada. Entretanto, nos anos seguintes surgem, em documentos oficiais, referências a povoações anexas a Lemenhe. Villa Abrigosa, Sancti Andree e Pradosso.
Durante a época medieval, a Freguesia pertenceu ao Julgado de Vermoim. Foi Abadia de Apresentação da Mitra e passou, depois, a Reitoria.
O dia 13 de Junho de 1874 foi um dos dias mais marcantes da história de Lemenhe. Abateram-se fortes trovoadas e chuvas torrenciais sobre a povoação, fazendo o nível das águas do ribeiro atingir uma altura de três metros. Desde Cambeses, entre Lemenhe e Nine, e até à foz, no Rio Ave, o ribeiro causou grandes estragos, como conta Pinho Leal, 
"suas águas, correndo furiosas, arrastaram tudo a quanto chegaram. Torceu, quebrou e arrancou um sem número de árvores feitas; arrasou paredes sem conta, levando pedras enormes a grandes distâncias. Desmantelou muitos moinhos e engenhos, arrasando completamente alguns. Varreu as sementeiras dos campos, abrindo nelas profundas escavações; afogando algum gado. Um homem de Gamil, que estava num moinho, fugindo para o telhado dele, dali mesmo foi arrebatado pela corrente furiosa. Foi arrastado até à freguesia de Rio Covo. Só esta Freguesia perdeu com a cheia, mais de três contos de réis, e as outras, mais de trinta. Não há memória de outro semelhante temporal."
Curiosamente, a Capela, onde hoje se venera Nossa Senhora do Carmo era, naquela altura, dedicada à milagrosa imagem de Nossa Senhora de Água Levada.

## População
| População da freguesia de Lemenhe | População da freguesia de Lemenhe | População da freguesia de Lemenhe | População da freguesia de Lemenhe | População da freguesia de Lemenhe | População da freguesia de Lemenhe | População da freguesia de Lemenhe | População da freguesia de Lemenhe | População da freguesia de Lemenhe | População da freguesia de Lemenhe | População da freguesia de Lemenhe | População da freguesia de Lemenhe | População da freguesia de Lemenhe | População da freguesia de Lemenhe | População da freguesia de Lemenhe |
| --------------------------------- | --------------------------------- | --------------------------------- | --------------------------------- | --------------------------------- | --------------------------------- | --------------------------------- | --------------------------------- | --------------------------------- | --------------------------------- | --------------------------------- | --------------------------------- | --------------------------------- | --------------------------------- | --------------------------------- |
| 1864                              | 1878                              | 1890                              | 1900                              | 1911                              | 1920                              | 1930                              | 1940                              | 1950                              | 1960                              | 1970                              | 1981                              | 1991                              | 2001                              | 2011                              |
| 503                               | 466                               | 539                               | 501                               | 562                               | 606                               | 685                               | 708                               | 822                               | 873                               | 949                               | 1 175                             | 1 363                             | 1 427                             | 1 272                             |

## Património
O Santuário Mariano de Nossa Senhora do Carmo, é o único Santuário Mariano no concelho de Vila Nova de Famalicão.